# Bunraku (película)
Bunraku es una película de artes marciales basada en la historia de Boaz Davidson, dirigida y escrita por Guy Moshe. El film es protagonizado por  Josh Hartnett, Woody Harrelson, Demi Moore, Ron Perlman, Kevin McKidd y Gackt. El argumento de este film está centrado en la historia de un hombre misterioso, ambientada en mundo alternativo, en el cual no hay armas de fuego, pero sí extrema violencia y mucha muerte.

## Sinopsis
Un misterioso vagabundo (Josh Hartnett) y un samurái, el joven Yoshi (Gackt), unen sus fuerzas para combatir a la banda criminal de Nicola (Ron Perlman) y la 'femme fatale' Alexandra (Demi Moore). Ambos trabajan bajo la supervisión del propietario del Horseless Horseman Saloon (Woody Harrelson) para intentar acabar con el reinado del terror en una ciudad aterrorizada por los criminales violentos.

## Reparto
| Actor           | Personaje         |
| --------------- | ----------------- |
| Josh Hartnett   | El Vagabundo      |
| Gackt           | Yoshi             |
| Demi Moore      | Alexandra         |
| Woody Harrelson | El Camarero       |
| Ron Perlman     | Nicola El Leñador |
| Kevin McKidd    | Asesino N º 2     |
| Jordi Molla     | Valentine         |
| Shun Sugata     | El Tío            |
| Emily Kaiho     | Momoko            |